# Francisco Pérez (piłkarz)
Francisco Vicente Pérez – argentyński piłkarz, napastnik.
Jako piłkarz klubu Almagro Buenos Aires był w kadrze reprezentacji Argentyny w finałach mistrzostw świata w 1934 roku, gdzie Argentyna odpadła już w pierwszej rundzie. Nie wystąpił w jedynym meczu ze Szwecją.